# Dirk Groß
Dirk Groß (* 4. Dezember 1964 in Hanau) ist ein deutscher Diplomsportlehrer und Volleyball-Trainer. Er war bisher ausschließlich im Frauenbereich tätig.

## Werdegang
Groß war zunächst Nachwuchstrainer in Berlin beim TSV Rudow 88 und nach der Wende ab 1990 beim CJD Berlin. Außerdem war er Talentsucher im Berliner Volleyballverband. Von 1997 bis 2000 war er Co-Trainer beim Bundesligisten VEW Telnet Schwerte (DVV-Pokalsieg 1998) und Landesstützpunkttrainer für den Westdeutschen Volleyballverband. Danach war er fünf Jahre in Schwerin als Co-Trainer des Bundesligisten Schweriner SC (Deutscher Meister 2002), als Landesauswahltrainer Mecklenburg-Vorpommerns sowie Bundesstützpunkttrainer des DVV tätig. Von 2005 bis 2007 arbeitete Groß in Heidelberg als DVV-Bundestrainer für Jugend und Juniorinnen, die als VC Olympia Rhein-Neckar auch in der Bundesliga spielten. 2007 nahm er als Co-Trainer der Juniorinnen-Nationalmannschaft an der U20-Weltmeisterschaft in Thailand teil. Danach ging Groß in die Schweiz und war Cheftrainer des Erstligisten Volley Köniz, mit dem er 2009 Schweizer Meister und 2010 Vizemeister wurde. Parallel dazu war er auch Nationaltrainer des Fürstentum Liechtensteins. Von 2012 bis 2015 trainierte er den Schweizer Erstligisten VC Kanti Schaffhausen (Schweizer Vizemeister 2013) und war parallel hierzu DVV-Stützpunkttrainer in Vilsbiburg sowie Schweizer Nationaltrainer der Juniorinnen.
Von 2015 bis 2019 war Groß Cheftrainer beim deutschen Bundesligisten 1. VC Wiesbaden, mit dem er 2017 das Bundesliga PlayOff-Halbfinale und 2018 das DVV-Pokalfinale erreichte. Von 2019 bis 2022 trainierte er den VC Neuwied 77 und war Landeslehrwart beim Volleyballverband Rheinland-Pfalz. 2021 wurde er mit Neuwied Meister der 2. Bundesliga Süd und stieg in die 1. Bundesliga auf. Seit 2022 ist Groß Landestrainer für den weiblichen Bereich im Hessischen Volleyball-Verband.

## Privates
Groß lebt mit seiner Frau und seinen zwei Söhnen in Bonn.